# 加氢脱硫
加氢脱硫（HDS）是一种广泛用于脱去天然气和石油炼制产品（如汽油、喷气燃料、煤油、柴油和燃料油）中的硫（S）的催化工艺。  脱硫的目的是减少二氧化硫（SO
2）排放，它们来自使用燃料的汽车、飞机、鐵路機車、船只、燃气或燃油发电厂、住宅和工业炉，以及其他形式的燃料燃烧。
从煉油廠的石脑油中脱硫的另一个重要原因是，即使极低浓度的硫，也会使用于后续提高石脑油辛烷值的催化重整装置中的贵金属（铂和铼）催化剂中毒。
工业加氢脱硫工艺中含有可吸收并去除硫化氫（H
2S）气体的设备。在煉油廠中，硫化氢气体后续会转化为副产物硫单质或硫酸（H
2SO
4）。实际上，2005年全世界生产的64,000,000公吨的硫绝大多数是炼油厂和其他油气加工厂的副产物硫。
炼油工业中的HDS装置也经常被称为加氢处理装置。